# Nábřeží Ludvíka Svobody
Nábřeží Ludvíka Svobody na Novém Městě v Praze vede podél pravého břehu Vltavy od Štefánikova mostu k Hlávkovu mostu. Nazváno je podle českého státníka Ludvíka Svobody, který byl v letech 1968–1975 československým prezidentem. Nábřeží je součást protipovodňové ochrany Prahy, v etapě 0003 do roku 2006 tu bylo instalováno mobilní hrazení. Na nábřeží je park s moderním dětským hřištěm, který byl v roce 2008 rekonstruován. V síti pozemních komunikací v Praze je nábřeží součást tzv. Poděbradské radiály. V roce 1980 byl dokončen Těšnovský tunel, který u ministerských budov (v budově dnešního ministerstva dopravy sídlil tehdy Ústřední výbor KSČ) na nábřeží odvedl dopravu do podzemí a ústí na Rohanském nábřeží. U nábřeží je trvale zakotven botel Albatros s restaurací.

## Historie a názvy
Nábřeží se nachází severně od bývalé osady Poříč či Poříčí a Petrské čtvrti, kde se ve středověku soustřeďovali kupci německého původu. Na pobřeží až do 19. století sídlili rybáři a řemeslníci, byly tu lázně, mlýny a soukenické rámy.
V těchto místech při Petrské čtvrti a poblíž dnešního Štefánikova (dříve Švermova) mostu se ve Vltavě nacházel Novomlýnský ostrov, později přejmenovaný na Primátorský, a četné náhony, přivádějící vodu k Novým mlýnům a později k vodárně, jež ukončila svou činnost 4. srpna 1910 (Novomlýnská ulice čp. 1239/II), a k Lodním mlýnům (Lodecká ulice). Ostrov byl kolem roku 1900 pomocí hrází a náspů připojen k nábřeží. Nábřeží bylo postaveno v letech 1910–1919 jako součást projektu na protipovodňovou ochranu Prahy. V letech 1919–1934 se nazývalo „Petrské nábřeží“. Svou definitivní podobu získalo po zboření Helmových mlýnů v roce 1929 a následné realizaci budov ministerstev, z jejichž projektů třetí na ministerstvo veřejných prací zůstal nerealizován. V letech 1934–1948 bylo pojmenováno „Švehlovo“ po politikovi Antonínu Švehlovi. Za první Československé republiky urbanistický plán vymezil plochu nábřeží pro veřejný park a ministerské budovy. Brzy po nástupu komunistického režimu v roce 1948 bylo nazváno „nábřeží První čs. kyjevské brigády“ (od roku 1961 jen „nábřeží Kyjevské brigády“). V roce 1973 byla v parku osazena socha Klementa Gottwalda z bílého kamene, dílo sochaře Viktora Dobrovolného, podle ducha z tehdy populárního britského televizního seriálu Randall a Hopkirk lidově nazývaná „Hopkirk“. Socha byla po roce 1989 odstraněna. Po smrti prezidenta ČSSR a generála Ludvíka Svobody v roce 1979 nábřeží dostalo současný název.

## Budovy, firmy a instituce
- Čp. 1235/II bývalý Sociální ústav pro nemocenskou pokladnu – Nábřeží Ludvíka Svobody 2/ U nemocenské pojišťovny 1–3; novoklasicistní budova, návrh Bohumil Hübschmann a František Roith (1924–1926), původně se dvěma bazény, zrušenými již roku 1930.[10]
- Čp. 1229/II Nájemní dům – Nábřeží Ludvíka Svobody 4/ U nemocenské pojišťovny 4; stejně jako sousední dům č.o.2 jej navrhl architekt Fritz Lehmann (1936), stojí na místě kartounky Lazara Epsteina,[11] souboru jejích továrních hal s vnitřní litinovou konstrukcí a letopočtem 1869.[12]
- Čp. 1540/II Nájemní dům – Nábřeží Ludvíka Svobody 6; stejně jako sousední domy č.o. 2 a 4 navrhl architekt Fritz Lehmann (1937); uvnitř zajímavě řešená dvouetážová hala se schodištěm.
- Čp. 1222/II Ministerstvo dopravy České republiky (původně Ministerstvo železnic) – Nábřeží Ludvíka Svobody 12/ Klimentská 27.[13]
- Čp. 65/II Ministerstvo zemědělství České republiky – Nábřeží Ludvíka Svobody 14 (jen postranní vchod, tato adresa se neužívá), úřední adresy: Těšnov 17, Klimentská 29, Stárkova 6.[14]